# Teatro Colla

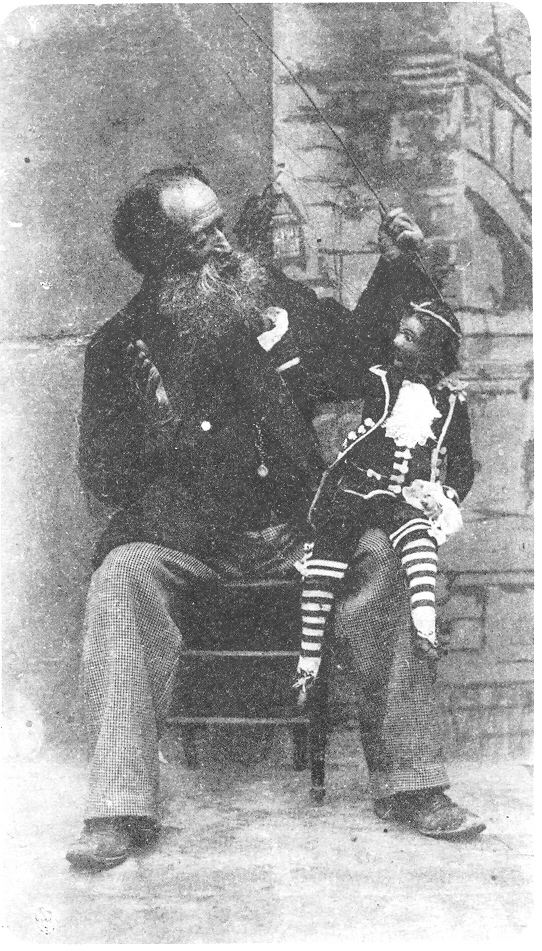
Giacomo Colla, terza generazione (primi ‘900)

Il Teatro Colla è l’appellativo con il quale è conosciuta la compagnia teatrale milanese di marionette e attori Il Teatro di Gianni e Cosetta Colla, ramo di una delle famiglie più importanti della tradizione marionettistica italiana. La compagnia ha sede a Milano ed è diretta da Cosetta Colla, Stefania Mannacio Colla e Fabio Luigi Missana.

## Storia
L’Archivio di Stato di Parma conserva permessi per rappresentazioni marionettistiche concessi a Giovanni Colla a partire dal 1812. La continuità artistica della famiglia è testimoniata a partire da Giuseppe Colla (1805-1861). Alla sua morte il patrimonio viene diviso tra i figli: Carlo, Antonio e Giovanni. Da Giovanni discende Giacomo (Piacenza, 1860-Olgiate Olona, 1948), titolare della compagnia marionettistica di giro Primaria Compagnia Marionettistica Giacomo Colla e Famiglia, la cui maschera è Famiola. Sposato con Francesca Marchesi, Giacomo Colla ha otto figli: Antonio, Cristina, Fernanda, Alessandro, Ernesto, Francesca, Francesco; l’ultimo è Giovanni, detto Gianni (Rivoli, 20 novembre 1906-Milano, 25 ottobre 1998). Quasi tutti i figli lavorano nella compagnia di famiglia.
Nel 1946 Gianni Colla succede al padre nella direzione della compagnia e con i fratelli Alessandro e Antonio fonda la Primaria Compagnia del Teatro Italiano delle Marionette Fratelli Colla con l’intento di trasformare il tradizionale teatro di marionette, con un repertorio rivolto a un pubblico adulto, in un moderno teatro di figura per l’infanzia. Il primo spettacolo realizzato è Le avventure di Pinocchio di Carlo Collodi che debutta a Firenze nel 1946, a cui segue una tournée in numerose piazze (Milano, Novara, Lugano, Locarno, Bellinzona).
Nel 1949 la compagnia ottiene uno spazio stabile a Milano presso Palazzo Litta di corso Magenta dove viene inaugurato il Teatro della Fiaba. Qui i fratelli Colla allestiscono e rappresentano spettacoli per bambini e per ragazzi tratti dal repertorio fiabesco tradizionale; l'anno successivo Cosetta Colla (Olgiate Olona, 14 marzo 1936), figlia di Gianni, entra a far parte della compagnia.
Nel 1956 la compagnia realizza un progetto di laboratorio teatrale presso il Penitenziario di Porto Azzurro sull’Isola d’Elba. A seguito della richiesta perventuta alla compagnia da alcuni reclusi che chiedono in regalo vecchie marionette per potersi esercitare a quest’arte, Gianni Colla, coi fratelli Antonio e Alessandro, decide di recarsi presso il penitenziario per rappresentare uno spettacolo marionettistico che prevede diverse repliche per i detenuti. Viene inoltre messo in opera un laboratorio teatrale in cui i detenuti apprendono i rudimenti dell’arte marionettistica. La realizzazione del progetto dura due anni ed è resa possibile, per quanto riguarda l’acquisto e la realizzazione del materiale artistico e tecnico, dall’appoggio economico del Comune di Milano, nella persona del sindaco Virgilio Ferrari, del direttore del Piccolo Teatro Paolo Grassi e della Sovraintendenza del Teatro alla Scala. A conclusione di questa esperienza tutto il materiale rimane in possesso del penitenziario.
Nel 1957 la compagnia prende parte allo spettacolo La favola del figlio cambiato di Luigi Pirandello, con la regia di Orazio Costa presso il Piccolo Teatro, mentre nel 1959 lo spazio presso Palazzo Litta viene destinato dalla proprietà a scopi differenti e la compagnia deve cercare una nuova sede. Nel 1960 la compagnia debutta presso il teatrino dell’Accademia di belle arti di Brera con lo spettacolo La tempesta di William Shakespeare e nello stesso anno ottiene uno spazio stabile presso il Teatro dell’Arte di Viale Alemagna dove debutta con Macbeth di William Shakespeare e con Pluft, piccolo fantasma di Maria Clara Machado; primo spettacolo che vede in scena marionette e attori, cui segue, nel 1961, il nuovo allestimento de Le avventure di Pinocchio. Gli spettacoli prodotti in seguito sono tutti rappresentati con questa formula innovativa ideata da Gianni Colla che diventerà negli anni la matrice artistica propria e caratteristica della compagnia.
Nel 1961 Cosetta Colla si diploma all'Accademia dei Filodrammatici di Milano  diretta da Esperia Sperani e accresce il suo contributo all'interno della compagnia che nel 1965 debutta al Teatro dell'Arte con lo spettacolo La famosa invasione degli orsi in Sicilia di Dino Buzzati in collaborazione con l'autore. Nel 1970 la compagnia prende parte all'opera El retablo de Maese Pedro di Manuel De Falla che inaugura la stagione della Piccola Scala, direttore Mario Gusella. L'opera verrà ripresa nel 1977 presso la Sala Grande del Conservatorio Giuseppe Verdi, direttore Peter Keuschnig e nel 1981 presso il Teatro Petruzzelli di Bari, diretto Alberto Zedda.
Nel 1972 muore Antonio Colla e l’anno successivo il fratello Alessandro. Gianni e Cosetta modificano il nome della compagnia nell’attuale ragione sociale.
Nel 1974 il Teatro dell'Arte viene destinato dalla proprietà alla sola prosa e utilizzato dal Piccolo Teatro come sala prove per cui la compagnia deve cercare una nuova sede. Per due anni è ospite di varie sale teatrali (Teatro Arcadia, oggi Teatro Carcano, Salone Pierlombardo oggi Teatro Franco Parenti e altri) e nel 1976 si trasferisce al cinema-teatro parrocchiale di Via degli Olivetani 3/B di proprietà della Parrocchia di San Vittore al Corpo, destinato a diventarne la sede stabile (Teatro delle Marionette) e a ospitare 27 stagioni teatrali della compagnia (dalla stagione 1976/77 alla stagione 2002/2003).
Nel 1981 la compagnia debutta con lo spettacolo Histoire du soldat di Igor Stravinskji presso la Piccola Scala; direttore Evelino Pidò, regia Ugo Gregoretti. Il triplice ruolo del narratore, diavolo soldato è affidato a Flavio Bonacci, scene e marionette sono del pittore Luigi Veronesi. Lo spettacolo segna l’inizio di una lunga collaborazione con il pittore astrattista Luigi Veronesi che ne disegna scene e marionette; Histoire du soldat verrà ripreso al Salone Pierlombardo (oggi Teatro Franco Parenti) nella rassegna La Scala per i Bambini, Seconda e Terza Stagione di Teatro Musicale per Bambini e Ragazzi 1987/88 e 1988-89; direttore Cesare Alfieri, regia Ugo Gregoretti. Il triplice ruolo del narratore, diavolo e soldato è interpretato da Ferruccio Soleri. Luigi Veronesi disegna le scene e le marionette degli spettacoli: La regina della neve di Hans Christian Andersen, sceneggiato da Gianni Colla e Sandro Bajini (1982); Il drago di Eugenji Schwarz, sceneggiato da Gianni Colla e Sandro Bajini (1984); La sirenetta di Hans Christian Andersen (1987); Sogno di una notte di mezza estate di William Shakespeare, con musiche di scena di Felix Mendelssohn-Bartholdy e sceneggiato da Sandro Bajini (1991). Quest'ultimo spettacolo debutta nel 1991 presso il Teatro dell’Elfo (oggi Teatro Ciro Menotti) nella rassegna La Scala per i Bambini, Quinta Stagione di Teatro Musicale per Bambini e Ragazzi 1990-91; la regia è di Stefano Vizioli.
Nel 1984 la compagnia prende parte all'opera Viaggio a Reims di Gioacchino Rossini presso l'Auditorium Pedrotti di Pesaro durante il Rossini Opera Festival. La rappresentazione è la prima mondiale in quanto l'ultima esecuzione dell'opera risale al 1825. Direttore Claudio Abbado, scene Gae Aulenti, regia Luca Ronconi. L’opera verrà ripresa nel 1985 presso il Teatro alla Scala di Milano; nel 1988 e nel 1989 a Vienna (Austria) presso la Wiener Staatsoper; nel 1989 a Tokyo (Giappone) presso il Bunka Kaikan Hall (Tournée della Wiener Staatsoper); nel 1992 a Ferrara presso il Teatro Comunale (Ferrara Musica - Bicentenario dalla nascita di Rossini; nel 1992 a Pesaro presso il Teatro Rossini (Rossini Opera Festival - Bicentenario dalla nascita di Rossini); nel 1999 a Pesaro presso il Palafestival (Rossini Opera Festival); nel 2001 a Bologna presso il Teatro Comunale. Le ultime due edizioni con la direzione del M° Daniele Gatti.
Nel 1984 Stefania Mannacio Colla (Milano, 17 ottobre 1964), sesta generazione, nipote di Gianni e Cosetta, entra a far parte della compagnia.
Il 16 aprile 2003 il Teatro delle Marionette di Via degli Olivetani viene chiuso a seguito dello sfratto intrapreso dalla proprietà nei confronti della compagnia che trasferisce l'attività al Teatro della Quattordicesima di Via Oglio 18; qui, grazie a un accordo privato con la Compagnia Teatrosempre di Rino Silveri che gestisce la sala di proprietà del Comune di Milano, debutta la stagione 2003/2004 cui ne seguiranno altre 9 (fino alla stagione 2012/13). Nel 2007 la gestione del Teatro della Quattordicesima passa direttamente alla compagnia che stipula con il Comune un contratto di 6 anni.
Nel mese di marzo 2013 il Teatro della Quattordicesima è dichiarato non a norma e chiuso al pubblico mentre è ancora in corso la stagione teatrale 2012/13; la compagnia si trasferisce al Politeatro di Viale Lucania; qui, grazie a un accordo privato con la proprietà, conclude la stagione debuttando con lo spettacolo Cenerentola di Charles Perrault, novità assoluta.
La compagnia di Gianni e Cosetta Colla si è sempre distinta a Milano per il suo carattere di teatro stabile per l'infanzia, con stagioni continuative rivolte al pubblico privato e scolastico, dal 1976 con la gestione diretta delle proprie sedi teatrali. Dopo la chiusura del Teatro della Quattordicesima è stata ospite dei teatri Teatro Arsenale, La Creta, Silvestrianum, Verdi (stagione 2013/14), dei teatri La Creta, Teatro Arsenale, Silvestrianum (stagione 2015/16).
Dalla stagione teatrale 2016/2017 è ospite fissa dei teatri La Creta e Silvestrianum.
L'archivio storico della compagnia è depositato presso il CENTRO APICE dell'Università degli Studi di Milano. È inventariato e consultabile on line.

## Repertorio
- Le avventure di Pinocchio di Carlo Collodi (1946)
- Pluft, piccolo fantasma di Maria Clara Machado (1960)
- Lo scimmiottino color di rosa di Carlo Collodi (1962)
- I Martinitt delle cinque giornate di Ernesto Marchesi (1963)
- La famosa invasione degli orsi in Sicilia di Dino Buzzati (1965)
- Gelsomino nel paese dei bugiardi di Gianni Rodari (1973)
- Ballata di un popolo di legno di Gianni Colla (1975)
- Ivan lo zar contadino di Lev Tolstoj (1977)
- Bambini, andiamo alla scala! di Pinin Carpi (1978)
- La Freccia Azzurra di Gianni Rodari (1978)
- La nave bianca di Cinzig Ajmatov (1979)
- Histoire du soldat di Igor Stravinskji (1981)
- Il segreto del bosco vecchio di Dino Buzzati (1981)
- La regina della neve di Hans Christian Andersen (1982)
- Il drago di Eugenji Schwarz (1984)
- La sirenetta di Hans Christian Andersen (1987)
- Sogno di una notte di mezza estate di William Shakespeare, con musiche di scena di Felix Mendelssohn-Bartholdy (1991)
- Il mago di Oz di Frank Baum (1996)
- Le avventure di Alice nel paese delle meraviglie di Lewis Carroll (1997)
- Cappuccetto Rosso a Manhattan di Carmen Martin Gaite (1999)
- Peter Pan di James Matthew Barrie (2001)
- Robin Hood e la foresta di Sherwood di Stefania Mannacio Colla e Luca Passeri (2004)
- Le avventure di Tom Sawyer di Mark Twain (2011)
- Biancaneve dei Fratelli Grimm (2012)
- Cenerentola di Charles Perrault (2013)
- Cappuccetto Rosso di Charles Perrault (2014)
- Canto di Natale di Charles Dickens (2015)
- Hansel e Gretel dei Fratelli Grimm (2017)